# 2016 CP31
Az 2016 CP31 egy kisbolygó a Mars trójai csoportjában. A Catalina Sky Survey program keretein belül fedezték fel 2016. február 7-én.